# Anatoli Trubin
Anatoli Trubin (Donetsk, 1 de agosto de 2001) es un futbolista ucraniano que juega de portero en el S. L. Benfica de la Primeira Liga.

## Trayectoria
Trubin comenzó su carrera deportiva en el Shakhtar Donetsk, con el que entró por primera vez en una convocatoria el 14 de febrero de 2019, en un partido de la Liga Europa de la UEFA 2018-19, permaneciendo en el banquillo. Su debut lo hizo el 26 de mayo de ese mismo año y disputó un total de 94 encuentros.
El 10 de agosto de 2023 fue traspasado al S. L. Benfica a cambio de diez millones de euros, más otro en variables, y un 40% de una plusvalía de una futura venta.

## Selección nacional
Fue internacional sub-17, sub-19 y sub-21 con la selección de fútbol de Ucrania. El 31 de marzo de 2021 debutó con la absoluta en el encuentro de clasificación para el Mundial de 2022 ante Kazajistán que terminó en empate a uno.

### Participaciones en Eurocopas
| Copa          | Sede     | Resultado        | Partidos | Goles |
| ------------- | -------- | ---------------- | -------- | ----- |
| Eurocopa 2020 | Europa   | Cuartos de final | 0        | 0     |
| Eurocopa 2024 | Alemania | Primera fase     | 2        | 0     |

## Estadísticas

### Clubes
Actualizado al último partido disputado el 6 de noviembre de 2024.
| F. K. Shakhtar Donetsk · Ucrania      | 1.ª           | 2018-19       | 1   | 0  | 0 | 0 | 0  | 0  | 1   | 0   |
| F. K. Shakhtar Donetsk · Ucrania      | 1.ª           | 2019-20       | 7   | 7  | 0 | 0 | 0  | 0  | 7   | 7   |
| F. K. Shakhtar Donetsk · Ucrania      | 1.ª           | 2020-21       | 21  | 15 | 0 | 0 | 9  | 13 | 30  | 28  |
| F. K. Shakhtar Donetsk · Ucrania      | 1.ª           | 2021-22       | 12  | 8  | 0 | 0 | 6  | 11 | 18  | 19  |
| F. K. Shakhtar Donetsk · Ucrania      | 1.ª           | 2022-23       | 28  | 19 | 0 | 0 | 10 | 21 | 38  | 40  |
| F. K. Shakhtar Donetsk · Ucrania      | Total club    | Total club    | 69  | 49 | 0 | 0 | 25 | 45 | 94  | 94  |
| S. L. Benfica Portugal                | 1.ª           | 2023-24       | 28  | 22 | 8 | 9 | 12 | 17 | 48  | 48  |
| S. L. Benfica Portugal                | 1.ª           | 2024-25       | 9   | 6  | 1 | 0 | 4  | 5  | 14  | 11  |
| S. L. Benfica Portugal                | Total club    | Total club    | 37  | 28 | 9 | 9 | 16 | 22 | 62  | 59  |
| Total carrera                         | Total carrera | Total carrera | 106 | 77 | 9 | 9 | 41 | 67 | 156 | 153 |
| (1) Hace referencia a goles encajados |               |               |     |    |   |   |    |    |     |     |

## Palmarés

### Títulos nacionales
| Título                      | Club             | País     | Año  |
| --------------------------- | ---------------- | -------- | ---- |
| Liga Premier de Ucrania     | Shakhtar Donetsk | Ucrania  | 2019 |
| Copa de Ucrania             | Shakhtar Donetsk | Ucrania  | 2019 |
| Liga Premier de Ucrania     | Shakhtar Donetsk | Ucrania  | 2020 |
| Supercopa de Ucrania        | Shakhtar Donetsk | Ucrania  | 2021 |
| Liga Premier de Ucrania     | Shakhtar Donetsk | Ucrania  | 2023 |
| Copa de la Liga de Portugal | S. L. Benfica    | Portugal | 2025 |
| Supercopa de Portugal       | S. L. Benfica    | Portugal | 2025 |